# 靱蹴球場
靱蹴球場（うつぼしゅうきゅうじょう） または靱サッカー場（うつぼサッカーじょう） は、かつて大阪府大阪市西区靱本町の靱公園西園にあったサッカー専用の球技場。

## 概要
1955年に戦災復興土地区画整理事業によって靱公園が開園した際、園内の西園に建設された。1960年代・70年代には大阪におけるサッカーの拠点の一つとされ、長居陸上競技場と共に主要なサッカー大会のメイン会場として使用された。
グラウンドは2面あった（東側がスタンドつきの芝グラウンド、西側が土のグラウンド）。このグラウンドは鉄条網で区切られていて、西区民まつりなどの場合、両方解放されることがあった。東側の芝グラウンドの鉄柵の上部には有刺鉄線があり、日頃は立入禁止であった。また、大阪市立花乃井中学校が、体育館新設工事（1988年7月～1989年8月）の折、臨時運動場として使用したことがある。
靱公園東園には靱庭球場（アンツーカーコート）があったが、1997年の国民体育大会（なみはや国体）のテニス競技会場として西園に靱テニスセンター（ハードコート）を拡充し、靱蹴球場は施設の老朽化もあって閉鎖・解体されることとなった。サッカー関連施設は靱公園からはなくなったが、現在も大阪府サッカー協会が靱公園に隣接するイトーダイ靱本町ビルに入居している。
1995年に靱蹴球場の跡地に靱テニスセンターが開設され、1997年に靱蹴球場の代替施設となる鶴見緑地球技場が大阪市鶴見区浜に天然芝のフィールドで開場した。しかし、セレッソ大阪によって長居球技場のフィールドが人工芝から天然芝に改修されることとなり、事実上人工芝のフィールドが必須条件となるフィールドホッケー等の球技に対応するため、2010年に長居球技場と入れ替わる形で鶴見緑地球技場のフィールドが天然芝から人工芝に改修された。

## 開催された主な大会
- 第40回天皇杯全日本サッカー選手権大会[1]（1960年） - 以後、56年にわたって大阪府下では天皇杯決勝は行われなかった[4]。
- 全国高等学校サッカー選手権大会本大会（1963年度 - 1964年度、1972 - 1975年度）[2]
- 大阪高校秋季大会サッカー大会兼全国高等学校サッカー選手権大阪大会[8][9]
- 日本サッカーリーグ (JSL) （1965年のJSL開幕戦をはじめとしたヤンマーディーゼルサッカー部ホームゲームなど）